# Bitka za Edsonov greben
Bitka za Edsonov greben, poznata i kao Bitka za krvavi greben i Bitka za greben, je kopnena bitka na pacifičkom bojištu u Drugom svjetskom ratu, između carske japanske vojske i savezničkih kopnenih snaga (većinom američkih marinaca). Bitka se odigrala od 12. do 14. rujna 1942. godine, na otoku Guadalcanalu na Salomonskim Otocima, i bio je to drugi od tri posebna velika japanska kopnena napada tijekom Guadalcanalske kampanje.
U bitci, američki marinci, pod općim zapovjedništvom američkog general-bojnika Alexandra Vandegrifta, odbijaju napade japanske 35. pješačke brigade, koja je bila pod zapovjedništvom japanskog general-bojnika Kytokea Kawaghuchija Marinci su branili perimetar Lunga, gdje se nalazila zračna luka „Hendersenovo polje“, koju su Saveznici zauzeli od Japanaca odmah nakon iskrcavanja na Guadalcanal 7. kolovoza 1942. godine. Kavagučijeva postrojba poslana je ka Guadalcanalu kao odgovor na saveznička iskrcavanja, sa zadatkom preoteti zračnu luku i istjerati savezničke vojnike s otoka. Podcjenjujući brojnost savezničkih snaga na Guadalcanalu, koje su u to vrijeme brojile oko 12 000 ljudi, Kavagučijevih 6 000 vojnika izvode nekoliko noćnih frontalnih juriša na savezničku obranu. Glavni japanski napad se dogodio u blizini grebena Lunga, južno od zračne luke „Hendersenovo polje“, gdje su se nalazile neke postrojbe iz američkog marinskog korpusa, uglavnom postrojbe iz 1. rejderskog i 1. padobranskog bataljona, koje su bile pod zapovjedništvom američkog potpukovnika Edsona. Premda je obrana američkih marinaca gotovo pregažena, Kavagučijev napad je propao s velikim gubicima japanskih vojnika.
Pošto su ključ obrane bile Edsonove postrojbe na grebenu, greben se obično naziva „Edsonov greben“ u povijesnim knjigama zapadnog podrijetla. Nakon bitke za Edsonov greben, Japanci nastavljaju slati postrojbe na Guadalcanal, radi novog pokušaja zauzimanja zračne luke „Hendersenovo polje“, koja je izravno utjecala na japanske napadačke operacije u ostalim oblastima južnog Pacifika.

## Pozadina

### Guadalcanalska kampanja
Dana 7. kolovoza 1942. godine, savezničke snage (prvenstveno američke) iskrcale su se na otoke Guadalcanal, Tulagi, Gavutu i Tanamboga, sva u sastavu Salomonskih Otoka. Iskrcavanje saveznika na ove otoke izvedeno je kako bi se spriječilo njihovo korištenje od strane Japanaca kao baze za presijecanje snabdjevačkih putova iz Sjedinjenih Američkih Država za Australiju i ujedno osiguralo otoke kao početnu točku za kampanju. Cilj kampanje bi bio: izolacija glavne japanske baze na tom dijelu Pacifika (luka Rabaul), a istodobno podrška savezničkoj kampanji na Novoj Gvineji. Ova iskrcavanja su potaknula šestomjesečnu Gvadalkanalsku kampanju.
Koristeći zatečenost Japanaca, savezničke desantne snage završavaju svoje početne ciljeve za osiguranje Tulagija i susjednih otočića, kao i izvjesne zračne luke u izgradnji na Lunga Pointu na Guadalcanalu, u suton 8. kolovoza. Vandegrift smješta svojih 11 000 vojnika iz 1. divizije marinaca na Guadacanalu, na jedan neučvršćen perimetar oko oblasti Lunga Point.
Dana, 12. kolovoza zračna luka na Guadalcanalu dobila je ime „Hendersenovo polje“, po bojniku Loftonu Hendersenu, mornaričkom pilotu, koji je poginuo u bici za Midway. Saveznički zrakoplovi i piloti koji su kasnije vojno djelovali iz zračne luke „Hendersenovo polje“ bili su nazvani „Kaktus zračne snage“, po savezničkom šifriranom imenu za Guadalcanal.
Kao odgovor na savezničko iskrcavanje na Guadalcanal, japanski carski glavni stožer dodjeljuje zadatak 17. japanskoj vojsci, veličine korpusa, čiji se stožer nalazio u Rabauli i bila je pod zapovjedništvom general-lajtant-a Harukiši Hjakutake, preuzeti Guadalcanal od savezničkih snaga. Japanska 17. vojska već je bila teško zaposlena u japanskoj kampanji na Novoj Gvineji, i imala je samo nekoliko postrojbi raspoloživih za slanje u oblast južnih Salomonskih Otoka. Od ovih postrojbi, 35. pješačka brigada pod zapovjedništvom general-bojnika Kijotake Kavagučija nalazila se na otocima Palau, 4. (Aoba) pješački puk bio je na Filipinima, a 28. (Ičiki) pješački puk pod zapovjedništvom pukovnika Kijonao Ičikija bio je ukrcan na transportnim brodovima u blizini Guama. Različite postrojbe počele su odmah pokrete ka Guadalcanalu, ali Ičikijev puk će prispjeti prvi. Ičiki i 916 od 2 300 vojnika njegovog puka, koji su činili „prvi ešalon“, uspješno je bio prebačeno do Taivu Pointa, oko 35 kolimetara istočno od Lunga Pointa, pomoću 6 razarača u 01:00 sati, 19. kolovoza.
Podcjenjujući brojnost savezničkih snaga na Guadalcanalu, koje su u to vrijeme brojile oko 11 000 ljudi, Ičikijeva postrojba izvodi noćni frontalni juriš na poziciju marinaca u Zaljevu aligatora, na istočnoj strani perimetra Lunga u ranim jutarnjim satima 21. kolovoza. Ičikijevi napadi odbijeni su s teškim gubicima među japanskim napadačima u bici koja je poznata kao bitka na rijeci Tanaru. Ukupno, samo 128 od 917 vojnika Ičikijevog „Prvog ešalona“ preživjelo je ovu bitku. Preživjele Ičikijeve snage vraćaju se do Taivu Pointa, odakle obavještavaju stožer 17. vojske o porazu u bici, i iščekuju nova pojačanja i naređenja iz Rabaula.
Dana, 23. kolovoza Kavagučijeva postrojba nalazila se u bazi Truk i bila je natovarena na spore transportne brodove radi preostalog puta ka Guadalcanalu. Pošto su oštećenja prouzrokovana od savezničkog zračnog napada na jedan zaseban postrojbeni konvoj tijekom bitke kod istočnih Salomona, Japanci odlučuju ne slati Kavagučijeve postrojbe na Guadalcanal sporim transportnim brodovima. Zato, brodovi prebacuju Kavagučijeve vojnike u Rabaul. Iz Rabaula Japanci planiraju prebaciti Kavagučijeve ljude do Guadalcanala pomoću razarača, prolazeći kroz japansku pomorsku bazu na otocima Shortland. Japanski razarači bili su sposobni za jednu noć proći kroz „Procijep“ do Guadalcanala i vratiti se natrag, te na taj način smanjiti njihovo izlaganje savezničkim zračnim napadima. Međutim, prebacivanjem postrojbi, sačuvan je veći dio teške opreme vojnika, a sljedovanja, kao i teško topništvo, vozila, veći dio hrane i municije, bit će kasnije prebačena na Guadalcanal. Ovi brzi noćni transporti razaračima do Guadalcanala, koji će trajati do kraja Gvadalkanalske kampanje, bili su kasnije nazvani od savezničkih vojnika „Tokyo Express“, a od Japanaca „Glupi prijevoz „ ili „Prijevoz miševa“. Japanci su nadzirali mora oko Salomonskih Otoka tijekom noći, i nisu bili izazivani od saveznika. Međutim, bilo koji japanski brod koji je ostao u granici doleta zrakoplova s „Hendersenovog polja“ tijekom dnevnih sati (oko 300 kilometara), bio je u velikoj opasnosti biti potopljen ili oštećen od zračnih napada. Ova „čudna taktička okolnost“ postojat će u nekoliko narednih mjesecu tijekom kampanje.

### Pokreti postrojbi
28. kolovoza 600 Kavagučijevih vojnika ukrcano je na razarače Asagiri, Amagiri, Jugiri i Širakumo, iz sastava 20. divizije razarača. Pošto je oskudijevala gorivom, 20. divizija razarača nije mogla prijeći cijeli put velikom brzinom do Guadalcanala i natrag u jednoj noći. Zato je 20. divizija razarača krenula na put ranije, u tijeku dana, tako da su mogli završiti put sljedećeg jutra bez žurbe. U 18:05 sati, istog dana, 11 američkih obrušavajućih bombardera iz VMSB-232 pod zapovjedništvom potpukovnika Richarda Mangruma, koji su uzletjeli sa zračne luke „Hendersenovo polje“, otkriva i napada 20. diviziju razarača na oko 110 kilometara sjeverno od Guadalcanala. Tijekom ovog napada potopljen je razarač Asagiri, a teško oštećeni razarači Jugiri i Širakumo. Amagiri počinje tegliti razarač Širakumo, i sva tri razarača se vraćaju u bazu na otocima Shortland, ne izvršivši misiju. U napadu na 20. diviziju razarača, ubijeno je 62 pripadnika Kavagučijeve postrojbe i 94 članova posade razarača.
Sljedeći „Tokyo Express“ transporti su bili bolje sreće. Između 29. kolovoza i 4. rujna različite japanske lake krstarice, razarači i ophodni brodovi su prebacili na Guadalcanal kod Taivu Pointa oko 5 000 vojnika, uključujući kompletnu 35. pješačku brigadu, jedan bataljon 4. (Aoba) pješačkog puka, i ostatak Ičikijevog puka. Sam general Kavaguči je stigao „Tokyo Expressom“ 31. kolovoza, te postaje glavni zapovjednik svih japanskih postrojbi na Guadalcanalu. U noći 4. na 5. rujna, tri razarača „Tokyo Expressa“ (Judači, Hacujuki i Murakumo) granatiraju zračnu luku „Hendersenovo polje“, nakon što su iskrcali postrojbe, a ujedno otkrivaju dva američka broda u blizini. Ova dva broda bila su mali, stari transportni razarači (Little i Gregory), koji su bili korišteni kao pratnja savezničkim postrojbama u oblasti Guadalcanala i Tulagija. Veći i suvremeniji japanski razarači potapaju odmah oba američka broda, zajedno s 33 člana posade.
Usprkos uspješnoj transportaciji razaračima, Kavaguči je ustrajao da se veliki broj njegovih vojnika po mogućnosti prebaci do Guadalcanala pomoću sporih teretnih čamaca. Stoga, jedan konvoj prevozi 1 100 Kavagučijevih vojnika i tešku opremu na 61 teretni čamac, pod zapovjedništvom pukovnika Akinosuka Oke, napuštajući južne obale otoka Santa Isabel, 2. rujna. U tijeku četvrtog i petog dana rujna zrakoplovi sa zračne luke „Hendersenovo polje“ napadaju taj konvoj i pri tom ubijaju oko 90 Kavagučijevih vojnika i uništavaju veći dio teške opreme. Većina od preostalih 1 000 vojnika iskrcana je sljedećih dana u blizini Kamimboa, zapadno od perimetra Lunga.
Od 7. rujna Kavaguči je imao 5 200 vojnika kod Taivu Pointa i 1 000 zapadno od perimetra Lunga. Kavaguči je bio uvjeren da može poraziti savezničke snage, te on odbija prijedlog iz stožera 17. vojske o isporuci još jednog pješačkog bataljona, kako bi povećao svoje snage. Kavaguči je vjerovao kako se na Guadalcanalu nalazi svega oko 2 000 američkih marinaca.
Za to vrijeme Alexander Vandegrift neprestano se trudio ojačati i poboljšati obranu perimetra Lunga. Između 21. kolovoza i 3. rujna on premješta tri bataljona marinaca, uključujući 1. rejderski bataljon, pod zapovjedništvom potpukovnika Edsona, i 1. padobranski bataljon s otoka Tulagi i Gavutu na Guadalcanal. Ove postrojbe brojile su oko 1 500 vojnika, i zajedno s početnih Vandegriftovih 11 000, činile su obranu zračne luke „Hendersenovo polje. Prvi padobranski bataljon koji je pretrpio velike gubitke u bici za Tulagi, Gavutu i Tanambogo, u kolovozu 1942. godine, potpao je pod zapovjedništvo potpukovnika Edsona.

## Bitka

### Uvod
Kavaguči je odredio za nadnevak početka njegovog napada 12. rujna, i počinje nastupanje svojim snagama od Taivu Pointa ka perimetru Lunga. On radiom traži od stožera 17. vojske 9. rujna izvršiti zračni udar na zračnu luku „Hendersenovo polje“, ratne brodove postrojiti kod Lunga Pointa 12. rujna, te „uništiti svakog Amerikanca koji proba pobjeći s otoka“. Dana 7. rujna Kavaguči iznosi svoj plan napada, po kojem je trebalo „potući do nogu i uništiti neprijatelja u okolini zračne luke na otoku Guadalacanal“. Po Kavagučujevom planu njegove snage treba rasporediti u tri skupine, te približiti Lunga pointu kako bi izvršile jedan iznenadni noćni napad. Snage pod zapovjedništvom pukovnika Oke trebale su napasti perimetar sa zapada, dok bi istodobno Ičikijev „drugi ešalon“, koji je dobio ime „Kuma“ bataljon, izvršio napad s istoka. Glavni napad bi izvele Kavagučijeve „Središnje snage“, koje je činilo 3 000 ljudi iz tri bataljona, a napale bi perimetar Lunga s juga. Od 7. rujna veći dio Kavagučijevih postrojbi počeo je s maršem duž obale od Taivu Pointa ka Lunga Pointu. Oko 250 japanskih vojnika ostaje u bazi kod Taivu Pointa, radi brige o snabdjevanju.
Međutim, domorodački otočni izviđači šalju izvještaje marincima o japanskim postrojbama kod Taivu Pointa, u blizini sela Tasimboko. Ovi izviđači bili su pod zapovjedništvom Martina Clemensa, britanskog obalnog stražara i časnika britanskih obrambenih snaga protektorata Salomonskih Otoka BSIPDF. Edson lansira prepad protiv japanskih postrojbi kod Taivu Pointa. Dva transportna razararača, McKean i Manley, i dva ophodna broda prebacuju na dva puta, 813 Edsonovih vojnika kod Taivu Pointa. Edson i njegov prvi val od 501 vojnika iskrcava se kod Taivu Pointa u 05:20 (po mjesnom vremenu), 8. rujna. Uz pomoć zrakoplova sa zračne luke „Hendersenovo polje“ i vatre iz topova transportnih razarača, Edsonovi ljudi napreduju prema selu Tasimboko, ali je bilo sporo zbog japanskog otpora. U 11:00 sati, iskrcan je i ostatak Edsonovih ljudi. S ovim pojačanjem i uz veliku pomoć zrakoplova s „Hendersenovog polja“, Edsonove postrojbe ulaze u selo. Japanske obrambene snage povlače se u džunglu, ostavljajući 27 poginulih. U ovom napadu poginula su samo dva marinca.
U selu Tasimboko Edsonove postrojbe otkrivaju bazu sa snabdjevanjima za Kavagučijeve snage, uključujući velike zalihe hrane, municije i medicinske opreme, a nalaze i jednu snažnu kratko-valnu radio postaju. Marinci zaplijenjuju isprave, a opremu, hranu i sve ostalo što su smatrali da je neophodno Japancima, uništavaju prije nego što su se vratili na Lunga perimetar u 17:30 sati. Prema količini zaliha i obavještenja iz zarobljenih isprava, otkriveno je kako se najmanje 3 000 japanskih vojnika nalazilo na otoku, i očito planiraju napad.
Edson i pukovnik Gerald Thomas, Vandegriftovi časnici, vjerovali su da će japanski napad početi kod grebena Lunga. To je uzani, travnati, 1 000 metara dug koraljni greben, koji se proteže usporedo s rijekom Lunga, a nalazio se malo južnije od „Hendersenovog polja“. Greben je predstavljao prirodan put za prilaz zračnoj luci, dominirajući u toj oblasti i bio je skoro nebranjen u to vrijeme. Edson i Thomas su pokušavali uvjeriti Vandegrifta da razvije snage u obrani grebena, ali Vandergrift je to odbacio, vjerujući kako će Japanci napasti duž obale. Konačno, Thomas uvjerava Vandegrifta da je greben bio dobar položaj za „odmor“ Edsonovih rejdera nakon njihovih prošlomjesečnih akcija. Dana 11. rujna 1942. godine, 840 ljudi iz Edsonovg bataljona razmješta se na i oko grebena, i priprema se za njegovu obranu.
Kavagučijeve Središnje snage smjerale su napasti perimetar Lunga preko tog grebena, koji su oni nazvali "stonoga" (mukade gata), pošto je bio takvog oblika. Dana 9. rujna Kavagučijeve snage napuštaju obalu kod Koli Pointa. Razdvojivši se u četiri stupca, one nastupaju kroz džunglu ka njihovnim polaznim tačkama za napad, južno i jugoistočno od zračne luke. Nestašica dobrih zemljovida, s najmanje jednim neispravnim kompasom, i gusta, gotovo neprohodna džungla, bili su uzrok što su japanski stupci napredovali sporo i krivudavo, trošeći mnogo vremena. Okine postrojbe istodobno su se približile Lunga perimetru sa zapada. Oka je imao obavještenja o obrani marinaca, dobivena od jednog američkog pilota, koji je zarobljen 30. kolovoza.
Tijekom dvanaestog dana rujna Kavagučijeve postrojbe bore se protiv džungle, napredujući ka polaznim tačkama za noćni napad. Kavaguči traži svoja tri bataljona „Središnjih snaga“ na polaznim položajima u 14:00 sati, tog dana. Međutim, bataljoni „Središnjih snaga“ nisu stigli na svoje polazne položaje sve do 22:00 sata. Oka je također kasnio na svoj polazni položaj za napad na liniju marinaca sa zapada. Samo je „Kuma“ bataljon stigao na svoje polazno mjesto u predviđeno vrijeme. Usprkos teškoćama s prikupljanjen na pozicije za napad, Kavaguči je bio siguran u njegov plan napada, zato što je zarobljeni američki pilot objelodanio kako je greben najslabije branjen u liniji obrane marinaca.

### Prvi noćni napad
Zahvaljujući izvještajima domorodačkih izviđača, Amerikanci su bili upoznati o približavanju japanskih snaga, ali nisu znali točno kad i odakle će one krenuti u napad. Oblast grebena gdje je Edson rasporedio svoje snage sastojao se od tri posebna mala brijega. Južni vrh koji je bio opkoljen s tri strane gustom džunglom nazvan je „brijeg 80“ (ime je dobio po svojoj nadmorskoj visini od 80 stopa - 24 metara). Šesto jardi (550 metara) sjevernije nalazio se „brijeg 123“ (također je dobio ime po nadmorskoj visini od 123 stopa - 37 metara), i bio je dominantni vrh na grebenu. Najsjeverniji brijeg bio je bezimen i visok oko 60 stopa (18 metara). Edson je rasporedio pet satnija iz rejderskog bataljona na zapadnu stranu grebena, a tri satnije iz padobranskog bataljona na istočnu stranu, posjedajući položaje po dubini od „brijega 80“ unatrag do „brijega 123“. Dvije od pet satnija rejdera, „B“ i „C“, držale su liniju između grebena, jedne male močvarne lagune i rijeke Lunge. Edsonovo zapovjedno mjesto nalazilo se na „brijegu 123“.
U 21:30 sati, dvanaestog dana rujna, japanska laka krstarica Sendaj i tri razarača granatiraju 20 minuta perimetar Lunga, a zatim osvjetljavaju greben svojim reflektorima. Japansko topništvo također granatira linije marinaca, premda bez počinjene veće štete. Istodobno razbacane skupine Kavagučijevih snaga započinju sukob s marincima u okolini grebena. Kavagučijev prvi bataljon pod zapovjedništvom bojnika Jukiči Kukušoa napada rejdersku satniju „C“ između lagune i reke Lunga, probija se najmanje s jednim vodom i prisiljava satniju marinaca povući se natrag ka grebenu. Kukošova postrojba izmješala se s postrojbama iz Kavagučijevog trećeg bataljona, pod zapovjedništvom potpukovnika Kusuniči Vatanabea, koji se još uvijek borio kako bi zauzeo napadnute pozicije, što je prouzrokovalo zbrku koja je zaustavila japanski napad na greben te noći. Kavaguči, koji je imao teškoća pri određivanju svoje lokacije u odnosu na linije marinaca kao i koordinate njegovih postrojbi koje napadaju, kasnije se žalio: „Zbog vražje džungle brigada je bila sasvim razbacana i potpuno van mog nadzora. U cijelom svom životu ja se nikad nisam osjećao toliko razočarano i bespomoćno.“ Dvanaest američkih vojnika poginulo je u noćnoj akciji, dok su japanski gubici nepoznati, premda moguće nešto veći. Iako su obje postrojbe, Okina na zapadu i „Kuma“ na istoku, pokušale napasti obrambene linije marinaca u tijeku noći, one ne uspjevaju ostvariti kontakt i odmaraju u blizini položaja marinaca do svitanja.
S prvim svjetlom 13. rujna, zračne snage Kaktus i topništvo marinaca granatiraju južnu oblast uz sam greben, prisiljavajući sve Japance koji su mirovali potražiti sklonište u obližnjoj džungli. Japanci su pretrpjeli veće gubitke, uključujući i dva časnika iz Vatanabinog bataljona. U 05:50 sati, Kavaguči je odlučio prestrojiti svoje snage za sljedeći noćni napad.

### Drugi noćni napad
Očekujući novi japanski napad tijekom noći, Edson naređuje svojim postrojbama poboljšati svoju obranu na i oko grebena. Nakon jednog neuspješnog napada s dvije satnije rejdera, radi povratka zemlje s desne strane marinaca, koja je izgubljena prethodne noći u borbi s postrojbama bojnika Kokošoa, Edson preraspoređuje svoje snage. On povlači svoju liniju obrane unatrag za 400 jardi (370 metara), na novu liniju koja se prostirala 1 800 jardi (1 600 metara), počinjući od rijeke Lunga, ona prelazi preko grebena, na oko 150 jardi (140 metara) južno od „brijega 123“. Oko i iza grebena Edson razmješta pet satnija. Svi japanski napadači trebaju prijeći preko „brijega 80“, te moraju napredovati preko 400 jardi (370 metara) brisanog prostora do pozicije marinaca na „brijegu 123“. Sa svega nekoliko sati slobodnih za pripremu obrambene linije marinci su uspjeli napraviti samo osnovna i plitka utvrđenja. Također, marinci su imali malo municije, sa svega jednom ili dvije bombe po osobi. Vandegrift naređuje pričuvnim snagama, koje je činio 2. bataljon 5. puka marinaca, pokrenuti se i zauzeti pozicije odmah iza Edsonovih postrojbi. Dopunski, jedna baterija haubica 105 mm, premještena je na lokaciju s koje je mogla izravno pucati ka grebenu, a jedna isturena topnička promatračnica smještena je među postrojbe Edsonove frontalne linije.
Kasnije tog popodneva, Edson se penje na jedan sanduk s granatama i obraća se njegovim iscrpljenim postrojbama, govoreći:
"Vi ljudi ste uradili jedan veliki posao, a ja trebam upravo sad tražiti još jednu stvar od vas. Izdržite još jednu noć. Znam da niste spavali dugo vremena. Ali mi očekujemo još jedan napad večeras od njih i oni mogu doći čak dodavde. Imam sve razloge vjerovati kako će nam biti lakše ujutro."
Edsonov govor je “probudio borbeni duh“ kod rejdera i pomogao im u duševnoj pripremi za očekivanu noćnu akciju.
Po zalasku sunca, trinaestog dana rujna, Kavaguči suočava 830 Edsonovih marinaca s 3 000 ljudi svoje brigade, uz izvjestan broj lakog topništva. Japanski napad počeo je odmah nakon nastupanja mraka, s jurišem Kokušovog bataljona na rejdersku satniju „B“, koja se nalazila na desnom krilu linije marinaca, malo zapadnije od grebena. Snage koje jurišaju prisiljavaju satniju “B“ povući se ka „brijegu 123“. Pod vatrom topništva marinaca, Kokušo prestrojava svoje snage i nastavlja napad. Bez oklijevanja, pokušavajući uništiti druge obližnje postrojbe marinaca, čiji je bok u to doba bio nezaštićen, Kokušova postrojba napreduje kroz močvarnu nizinu između grebena i rijeke Lunga, pravcem za zračnu luku. Kokušovi ljudi nailaze na jednu hrpu sljedovanja marinaca i njihovih obroka. Kako nisu dovoljno jeli prethodnih nekoliko dana, prave stanku kako bi "napunili sami sebe" obrocima satnija „C“ i „K“. Kokušo naređuje svojoj postrojbi obustaviti napad. Oko 03:00 sati, on ih predvodi protiv postrojbe marinaca u oblasti sjevernog dijela grebena, u blizini zračne luke. U teškoj bici koja je uslijedila, Kokušo i približno 100 njegovih ljudi gine, završavajući ovaj napad.
Dotle, Kavagučijev 2. bataljon, pod zapovjedništvom bojnika Masao Tamure, priprema njihov plan napada preko „brijega 80“, iz džungle južno od grebena. Izviđači marinaca uočavaju Tamurine pripreme i traže topničku podršku. Oko 22:00 sata otvorena je baražna vatra iz 12 haubica 105 mm, na Tamurine pozicije. Kao odgovor, dvije satnije Tamurinih postrojbi, oko 320 ljudi, prelazi „brijeg 80“ s postavljenim bajonetima, praćeni vlastitom baražnom vatrom iz minobacača, i bacajući bombe. Tamurin juriš zahvaća satniju „B“ padobranaca, a također i satniju „B“ rejdera, potiskujući padobrance s istočne strane grebena na jednu nižu liniju obrane. Kako bi zaštitio rejdersku satniju „B“, Edson im naređuje povući se natrag ka „brijegu 123".
Istodobno, jedna japanska satnija iz Vatanabinog bataljona probijala se kroz jedan prolaz između istočne strane grebena i padobranske satnije „C“. Odlučivši kako je njihov položaj ne održiv, padobranci iz satnija „B“ i „C“ se penju uz greben i povlače na poziciju iza „brijega 123“. Po dolasku iza „brijega 123“, pojedini marinci nastavljaju pravcem ka zračnoj luci, ponavljajući riječ „povlačenje“ svakom tko ih je mogao čuti. Ostali marinci su ih počeli slijediti. U trenutku kada je izgledalo kako će marinci na brdu biti skoro razbijeni i glavom bez obzira pobjeći, bojnik marinaca Kenneth D. Bailey iz Edsonovog stožera, „snažnim“ govorom vraća gomilu marinaca natrag na obrambene položaje oko „brijega 123".
Kako su marinci formirali liniju obrane u obliku poktovice oko „brijega 123“, Tamurin bataljon vrši niz frontalnih napada ka brijegu, jurišima s „brijega 80“, i istodobno niz istočnu padinu grebena. Osvjetljeni od svjetlećih raketa izbačenih iz najmanje jednog japanskog hidroaviona, marinci odbijaju prva dva napada Tamurinih ljudi. Tamurine postrojbe uzdižu jedan brdski top od 75 mm na vrh „brijega 80“, u pokušaju njim neposredno gađati marince. Taj top je „mogao“ preokrenuti tijek borbe u korist Japanaca, međutim bila je oštećena udarna igla zbog jednog lošeg korištenja. U ponoć, tijekom jednog zastoja u bici, Edson prebacuje padobranske satnije „B“ i „C“, iz pozadine „brijega 123“, kako bi pojačao svoj lijevi bok. Marinci iz ostalih postrojbi, kao i članovi Edsonovog stožera, uključujući i bojnika Baileya, donose municiju i bombe pod japanskom vatrom do marinaca oko „brijega 123“, jer su tu pričuve postale kritično male.
Japanci napadaju Edsonovo lijevo krilo odmah nakon što su padobranci zauzeli svoje pozicije, ali su bili ponovo zaustavljeni vatrom iz pušaka, mitraljeza, minobacača i ručnih bombi. Topništvo marinaca od 105 mm i 75 mm je bilo također uključeno u obranu od japanskog napada. Jedan zarobljeni japanski vojnik je kasnije spomenuo kako je njegova postrojba bila „istrijebljena“ od vatre iz topova marinaca, i kako je svega 10% ljudi iz njegove satnije preživjelo. Od 04:00 sati, nakon što su izdržali više većih japanskih juriša, ponekad i borbu prsa u prsa, kao i snajpersku vatru sa svih strana, Edsonovim ljudima pridružile su se postrojbe iz 2. bataljona, 5. puka marinaca, koji su pomogli u odbijanju dva veća napada prije zore. Tijekom noći, kada se činilo kako će Kavagučijeve postrojbe, premda ne potpuno, pregaziti liniju obrane marinaca, Edson ostaje na položaju oko 20 jardi (18 metara) iza borbene linije marinaca na „brijegu 123“, bučno bodreći svoje postrojbe i izravno rukovodi njihovim obrambenim naporima.
Tijekom teških borbi, dijelovi tri japanske satnije, uključujući dvije iz Tamurinog i jednu iz Vatanabinog bataljona, prolaze uz ivice linije obrane marinaca na grebenu, trpeći teške gubitke od vatre marinaca, i stižu do ivice "Fighter One", sporednom putu za zračnu luku „Hendersenovo polje“. Protunapad inženjerije marinaca zaustavlja prodor jedne japanske satnije i prisiljava ju na povlačenje. Preostale dvije satnije čekaju na ivici džungle da im stigne pojačanje, prije napada na nezaštićenu oblast oko zračne luke. Kako pojačanje nije stiglo do njih, obje satnije se okreću natrag ka polaznim položajima, južno od grebena, nakon svitanja. Većina preostalog dijela Vatanabinog bataljona nije sudjelovala u bici, pošto je izgubio dodir sa zapovjednikom tijekom noći.
Po izlasku sunca, 14. rujna, džepovi prostalih japanskih vojnika bili su razbacani duž obje strane grebena. Međutim, s razbijenim Tamurinim bataljonom, koji je izgubio tri-četvrtine svojih časnika i vojnika, i s teškim gubicima ostalih njegovih postrojbi koje su jurišale, Kavagučijev napad na greben je završen. Oko 100 japanskih vojnika još uvijek je bilo prikriveno na južnoj padini „brijega 80“, najvjerojatnije, pripremajući se za još jedan napad na “brijeg 123“. S prvim svijetlom, tri američka lovačka zrakoplova s „Hendersenovog polja“ napada Japance u blizini „brijega 80“, i ubija većinu od njih, a preostali preživjeli vojnici se povlače u džunglu.

### Napadi bataljona "Kuma" i "Oka"
Dok je bitka na grebenu trajala, Kavagučijeve „Kuma“ i „Oka“ postrojbe napale su obranu marinaca s istočne i zapadne strane Lunga perimetra. „Kuma“ bataljon, pod zapovjedništvom bojnika Takeši Mizune, napada jugoistočni sektor perimetra Lunga, koji brani 3. bataljon 1. puka marinaca. Mizunov napad počinje oko ponoći, s jednom satnijom koja napada kroz topničku vatru marinaca i uvlači obranu u borbu prsa u prsa, prije nego što su se preživjeli japanski borci povukli. U ovom napadu gine i sam Mizuno. Nakon svitanja, marinci, vjerujući da je ostatak Mizunovog bataljona ostao prikriven u toj oblasti, šalje šest lakih tenkova očistiti oblast bojišnice, ispred linije marinaca. Četiri japanska protutenkovska topa od 37 mm ostaje. Marinci otvaraju vatru na tenkove, i uništavaju ili oštećuju tri od njih. Četvrti tenk se skotrljao niz nasip u rijeku Tenaru i potonuo zajedno s posadom. U 23:00 sata 14. rujna preostali dio „Kuma“ bataljona izvodi još jedan napad na pozicije marinaca, ali i ovaj je napad odbijen. Završni, „slab“ napad, koji „Kuma“ bataljon izvodi u noći 15. rujna, također je zautavljen.
Okina postrojba, koja je brojila oko 650 ljudi, napada marince na nekoliko lokacija zapadne strane Lunga perimetra. Oko 04:00 sata 14. rujna dvije japanske satnije napadaju poziciju, gdje se nalazio 3. bataljon, 5. puka marinaca, u blizini obale, ali je napad odbijen uz velike gubitke Japanaca. Jedna druga japanska satnija zauzima mali greben koji je bio nešto udaljeniji od mora, ali je zatim cijeli dan bila izložena topničkoj vatri marinaca, koja prouzrokuje velike gibitke Japanaca, prije nego što su se povukli uvečer 14. rujna. Ostatak Okine postrojbe ne uspijeva pronaći linije marinaca i ne sudjeluje u napadu.

## Nakon bitke
U 13:05 sati 14. rujna, Kavaguči odvodi preživjele iz njegove uništene brigade, duboko u džunglu, gdje oni odmaraju i pružaju prvu pomoć svojim ranjenim tijekom cijelog idućeg dana. Kavagučijeve postrojbe dobivaju naređenje povući se na zapad, ka dolini rijeke Matanikau, i spojiti se s Okinom postrojbom, šest milja (10 kilometra) marša preko teško prohodnog terena. Kavagučijeve postrojbe započinju s maršem ujutro 16. rujna. Gotovo svi borci koji su bili sposobni hoditi su pomagali u nošenju ranjenih. Kako je marš napredovao, iscrpljeni i gladni borci, koji su zadnji put dobili obrok hrane 14. rujna, počinju odbacivati svoju tešku opremu, a zatim i naoružanje. Tijekom marša većina od njih pristiže do Okine pozicije kod Kokumbona, pet dana kasnije, a svega polovina od njih je imala svoje naoružanje. Preživjeli iz „Kuma“ bataljona pokušavaju slijediti Kavagučijeve Središnje snage, ali se gube i tumaraju po džungli tri tjedna, mučeni glađu gotovo do smtri, prije nego što su konačno pristigli u Kavagučijev kamp.
Ukupno su Kavagučijeve snage imale oko 830 poginulih vojnika u ovom napadu, uključujući 350 iz Tamurinog bataljona, 200 iz Kokušovog bataljona, 120 iz Okinih snaga, 100 iz „Kuma“ bataljona, i 60 iz Vatanabinog bataljona. Jedan dio ranjenika, ali nepoznati broj, umire tijekom marša povlačenja ka Matanikau. Na i oko grebena marinci pronalaze oko 500 mrtvih Japanaca, od toga 200 kod „brijega 123“. Marinci su imali 80 ubijenih vojnika između 12. i 14. rujna.
Dana, 17. rujna Vandegrift šalje dvije satnije iz 1. bataljona 1. puka marinaca goniti Japance koji se povlače. Marinci su bili napadnuti od dvije satnije Japanaca koje su vršile ulogu zaštite prilikom povlačenja, i jedan vod marinaca je bio prikovan na zemlju dok se ostatak marinaca povukao. Zapovjednik satnije marinaca traži dopusnicu pokušati spašavanje svog voda, ali je odbijen od Vandegrifta. Po noći Japanci napadaju i skoro uništavaju vod, ubijajući 24 marinaca. Svega nekoliko pripadnika voda se uspjelo spasiti. Dana 20. rujna ophodnja Edsonovih rejdera se sukobljava sa zaostalim vojnicima iz Kavagučijevog stupca koji se povlačio, i ubija 19 od njih uz pomoć topničke vatre.
Dok su se japanski vojnici prestrojavali zapadno od Matanikaua, američke snage se prikupljaju kraj obale i ojačavaju njihovu obranu perimetra Lunga. Dana 14. rujna Vandegrift prebacuje još jedan bataljon, 3. bataljon 2. puka marinaca, s Tulagija na Guadalcanal, a 18. rujna saveznički konvoj dovozi 4 157 ljudi iz 3. privremene brigade marinaca (7. puk marinaca se povećao pomoću dopunskih postrojbi) na Guadalcanal. Ova pojačanja omogućavaju Vandegriftu, počevši od 19. rujna, formirati jednu kompletno povezanu obrambenu liniju oko perimetra Lunga. Vandegriftove snage imaju sljedeći veći sukob s Japancima pored rijeke Matanokao od 23. do 27. rujna i između 6. i 9. listopada.

## Značaj
Petnaestog dana rujna general Harukiči Hjakutake u Rabaulu saznaje o Kavagučijevom porazu, prvi poraz jedne ovakve postrojbe carske japanske vojske od početka rata. General prenosi vijesti dalje ka carskom glavnom stožeru u Japanu. Na hitnoj sjednici vrh japanske vojske i stožer mornarice zaključuju da, "Guadalcanal može prerasti u odlučujuću bitku u ratu." Ishod bitke je utjecao na ostale japanske strategijske operacije u drugim oblastima Pacifika. Hjakutake dobiva naređenje poslati dovoljno postrojbi i ratnog materijala za protjerivanje savezničkih snaga s Guadalcanala. Kako nije mogao istodobno podržati veliki japanski napad koji je bio u tijeku duž Kokodo puta na Novoj Gvineji, Hjakutake, s odobrenjem glavnog stožera, naređuje svojim postrojbama na Novoj Gvineji, koje su bile udaljene oko 30 nautičkih milja od svog cilja (Port Moresbyja), povući se, pošto je značaj Guadalcanala bio odlučujući. Japanci više nikad nisu bili sposobni obnoviti svoju kampanju ka Port Moresbyju. Prema tome, poraz u bici za Edsonov greben, nije samo doprinio japanskom krajnjem porazu u Gvadalknalskoj kampanji, već također i japanskom krajnjem porazu na južnom Pacifiku.
Nakon prebacivanja većih snaga, tijekom idućih nekoliko mjeseci, sljedeći veći japanski kopneni napad na Guadalcanalu, predvođen od Hjakutakia, dogodila se u drugoj polovini listopada 1942. godine, poznat kao Bitka za Hendersenovo polje, no njen ishod je bio još uvjerljiviji poraz japanskih snaga. Vandegrift kasnije navodi kako je Kavagučijev juriš na greben u rujnu bio odlučujući tijekom cijele kampanje, te kako je postojala sumnja u njegov ishod, "mi bismo se našli u jednom značajno lošijem položaju." Povjesničar Richard B. Frank navodi:
"Japanci nikada nisu došli bliže pobjedi na otoku nego u rujnu 1942. godine, jurišajući na greben iz džungle, južno od kritične zračne luke, poznatiji kasnije kao Krvavi greben."

## Vanjske poveznice
- Anderson, Charles R. 1993. GUADALCANAL (brošura). U.S. GOVERNMENT PRINTING OFFICE. Pristupljeno 20. rujna 2013.
- Cagney, James. 2005. Bitka za Guadalcanal. 'HistoryAnimated.com'. Inačica izvorne stranice arhivirana 26. svibnja 2012. Pristupljeno 20. rujna 2013. Interaktivna animacija bitke
- Chen, C. Peter. 2004–2006. Gvadalkanalska kampanja. 'World War II Database'. Pristupljeno 20. rujna 2013.
- Flevin, Peter. 2004. Mjesta borbe na Guadalcanalu, 1942. – 2004. Pristupljeno 20. rujna 2013. Stranica s puno slika mjesta gdje su se vodile borbe na Guadalcanalu 1942. godine, i kako izgledaju danas.
- Izvještaji japanskih vojnika koji su bili ranjeni tijekom bitke za "brijeg 80" (engleski i njemački). 2007. Inačica izvorne stranice arhivirana 27. rujna 2007. Pristupljeno 20. rujna 2013.
- Hoffman, John T. 1995. Edsonov greben (brošura). OD MCCEANA DO BOUGAINVILLEA: Rejderi marinaca tijekom Pacifičkog rata. 'Marine Corps Historical Center'. Pristupljeno 20. rujna 2013.
- Hoffman, John T. 1995. Tasimboko (brošura). OD MCCEANA DO BOUGAINVILLEA: Rejderi marinaca tijekom Pacifičkog rata. 'Marine Corps Historical Center'. Pristupljeno 20. rujna 2013.
- Hoffman, John T. SVILEN PAD I TEŠKA BORBA: Američke padobranske postrojbe marinaca u Drugom svjetskom ratu.: Edsonov greben. Commemorative series (engleski). 'Marine Corps History and Museums Division'. str. 1. Pristupljeno 20. rujna 2013.
- Hoffman, John T. SVILEN PAD I TEŠKA BORBA: Američke padobranske postrojbe marinaca u Drugom svjetskom ratu: Tasimboko. Commemorative series (engleski). Marine Corps History and Museums Division. str. 1. Pristupljeno 20. rujna 2013.
- Hogh, Frenk O.; Ludwig, Werle E.; Shaw, Henry I. Od Pearl Harboura do Guadalcanala. 'History of U.S. Marine Corps Operations in World War II'. Pristupljeno 20. rujna 2013.
- Miller, John mlađi. 1949. Guadalcanal: Prvi napad. 'UNITED STATES ARMY IN WORLD WAR II'. Pristupljeno 20. rujna 2013.
- Shaw, Henry I. 1992. Prvi napad: Kampanja marinaca za Guadalcanal. 'Marines in World War II Commemorative Series'. Pristupljeno 20. rujna 2013.
- Zimmerman, John L. 1949. Gvadalkanalska kampanja. 'Marines in World War II Historical Monograph'. Pristupljeno 20. rujna 2013.